# Sun Fuming
Dans ce nom chinois, le nom de famille, Sun, précède le nom personnel.
Pour les articles homonymes, voir Sun.
Sun Fuming, né le 14 avril 1974, est une ancienne judokate chinoise qui s'illustrait dans la catégorie des poids lourd (+78 kg). Comme la plupart des sportifs chinois, la judokate chinoise ne participait essentiellement qu'aux grands événements internationaux et aux tournois asiatiques. Ainsi, toute auréolée d'une médaille d'argent mondiale en 1995, elle remporte le titre olympique dans la catégorie des poids lourd à Atlanta l'année suivante en battant la Cubaine Estela Rodríguez en finale. Elle ne conserve pas ce titre à Sydney quatre ans plus tard mais devient championne du monde en 2003 à Osaka. Elle remporte, lors de sa dernière compétition, la médaille de bronze lors des Jeux d'Athènes en 2004.

## Palmarès

### Jeux olympiques
- Jeux olympiques de 1996 à Atlanta (États-Unis) :
  -  Médaille d'or dans la catégorie des poids lourd (+78 kg).
- Jeux olympiques de 2004 à Athènes (Grèce) :
  -  Médaille de bronze dans la catégorie des poids lourd (+78 kg).

### Championnats du monde
- Championnats du monde 1995 à Chiba (Japon) :
  -  Médaille d'argent en toutes catégories.
- Championnats du monde 1997 à Paris (France) :
  -  Médaille de bronze dans la catégorie des poids lourd (+72 kg).
- Championnats du monde 2003 à Osaka (Japon) :
  -  Médaille d'or dans la catégorie des poids lourd (+78 kg).

### Divers
- Jeux asiatiques
  -  Médaille d'or aux Jeux asiatiques de 2002 à Busan (Corée du Sud).
- Par équipes :
  - 3e aux mondiaux par équipe en 1998 à Minsk (Biélorussie).